# Acquanegra Cremonese
Acquanegra Cremonese es una comuna de 1.225 habitantes de la provincia de Cremona.

## Administración
- Alcalde: Lanfredi.
- Fecha de asunción: 8 de julio de 2009.
- Teléfono de la comuna: 0372 70003

## Evolución demográfica
| Gráfica de evolución demográfica de Acquanegra Cremonese entre 1861 y 2001 |
|                                                                            |
| Fuente ISTAT - Gráfica elaborada por Wikipedia                             |